# Saison 2012-2013 de la LNH
Saison précédente Saison suivante
La saison 2012-2013 est la 95e saison de la Ligue nationale de hockey (LNH). L'absence d'accord entre la LNH et l'Association des joueurs de la Ligue nationale de hockey (AJLNH) bloque la saison qui ne débute que le 19 janvier avec quarante-huit rencontres au programme pour chacune des trente formations.
Après avoir été la meilleure équipe de la saison régulière, les Blackhawks de Chicago remportent la Coupe Stanley en battant en finale les Bruins de Boston.

## Contexte de la saison
Préalablement à la saison, les équipes et le syndicat des joueurs, l'Association des joueurs de la Ligue nationale de hockey (AJLNH), se rencontrent à plusieurs reprises pour tenter de s'accorder sur une nouvelle convention collective, l'actuelle arrivant à terme le 15 septembre. Les négociations n'aboutissant pas, un lock-out est décidé par les propriétaires des franchises le 15 septembre. Cinq jours plus tard, la LNH annonce que les matchs de pré-saison sont annulés jusqu'au 30 septembre.
Le 4 octobre, la ligue annonce qu'elle annule les premières rencontres prévues au calendrier jusqu'au 24 octobre ; deux semaines plus tard, le début de la saison est à nouveau reporté, au 1er novembre cette fois-ci. Le 26 octobre, la ligue annonce l'annulation de tous les matchs jusqu'au 30 novembre. Le 2 novembre, la LNH annonce l'annulation de la Classique hivernale qui devait opposer les Red Wings de Détroit aux Maple Leafs de Toronto.
Le Match des étoiles, qui devait être le 60e du nom et se jouer le 27 janvier 2013 à Columbus, en Ohio, est annulé le 23 novembre en même temps que toutes les rencontres jusqu'au 14 décembre.
Après avoir rejeté une nouvelle offre de l'association des joueurs le 6 décembre 2012, la LNH annule les matchs jusqu'au 30 décembre ce qui représente plus de 40 % des matchs prévus.
Le 14 décembre 2012, la LNH dépose une plainte en justice pour que le lock-out soit déclaré légal. Cette décision fait suite à la menace des joueurs de dissoudre leur syndicat ce qui leur permettrait d'assigner la ligue devant les tribunaux pour infraction à la loi américaine sur les monopoles. Six jours plus tard, les matchs sont annulés jusqu'au 14 janvier, soit une annulation de 50,8 % des matchs prévus.
Le 28 décembre 2012, la LNH fait une nouvelle proposition à l'association des joueurs qui pourrait permettre la reprise des négociations interrompues depuis deux semaines. Si la saison ne débute pas mi-janvier et n'assure pas un minimum de 48 matchs par équipe, elle pourrait être annulée. À la suite de cette proposition, la LNH et l'AJLNH reprennent les négociations le lundi 31 décembre avant de les poursuivre pendant quatre jours du 2 au 5 janvier 2013.
Le 6 janvier 2013, alors que les négociations ont duré une partie de la nuit, RDS annonce qu'un accord aurait été trouvé et le lock-out levé ce qui permettra le début d'une saison réduite. Cette information est officiellement annoncée peu après par la LNH. La saison débute officiellement le 19 janvier 2013 pour un calendrier de quarante-huit rencontres.

## Saison régulière

### Grandes dates
Le 22 février, les Blackhawks de Chicago battent le record du meilleur début de saison de l'histoire de la Ligue nationale de hockey. En 17 matchs, ils gagnent à 14 reprises et ne perdent que 3 fois en prolongation marquant ainsi au moins un point à chaque fois. Ils battent le précédent record de 16 matchs sans défaite dans le temps réglementaire détenu jusque-là par les Ducks d'Anaheim depuis la saison 2006-2007. La série prend fin le 8 mars, après 24 matchs, lorsque les Blackhawks perdent pour la première fois de la saison en temps régulier contre l'Avalanche du Colorado 6-2.
Au mois de mars, l'équipe des Penguins de Pittsburgh remporte les quinze rencontres qu'ils ont au calendrier. C'est la première fois qu'une équipe, avec au moins dix matchs dans un mois, remporte l'intégralité des rencontres sur un mois. Cette série est la deuxième plus longue série de victoires d'une équipe après celle faite en 1992-1993, déjà par les joueurs de Pittsburgh.
Le 25 avril, les Blackhawks battent les Oilers d'Edmonton sur le score de 4-1 pour compter leur 35e victoire pour 6 défaites et 5 défaites en prolongation. Ils totalisent alors 75 points, soit 5 de plus que les Penguins de Pittsburgh, meilleure équipe de l'Association de l'Est, à deux journées de la fin de la saison régulière. L'équipe de Chicago gagne ainsi le Trophée des présidents de la meilleure formation de la saison.

### Classements
La meilleure équipe de chaque division est automatiquement classée dans les trois premières équipes de l'association.

#### Association de l'Est
| Clt   | Équipe                    | Division | PJ | V  | D  | DP | BP  | BC  | Pts |
| ----- | ------------------------- | -------- | -- | -- | -- | -- | --- | --- | --- |
| +001, | Penguins de Pittsburgh    | AT       | 48 | 36 | 12 | 0  | 165 | 119 | 72  |
| +002, | Canadiens de Montréal     | NE       | 48 | 29 | 14 | 5  | 149 | 126 | 63  |
| +003, | Capitals de Washington    | SE       | 48 | 27 | 18 | 3  | 149 | 130 | 57  |
| +004, | Bruins de Boston          | NE       | 48 | 28 | 14 | 6  | 131 | 109 | 62  |
| +005, | Maple Leafs de Toronto    | NE       | 48 | 26 | 17 | 5  | 145 | 133 | 57  |
| +006, | Rangers de New York       | AT       | 48 | 26 | 18 | 4  | 130 | 112 | 56  |
| +007, | Sénateurs d'Ottawa        | NE       | 48 | 25 | 17 | 6  | 116 | 104 | 56  |
| +008, | Islanders de New York     | AT       | 48 | 24 | 17 | 7  | 139 | 139 | 55  |
| +009, | Jets de Winnipeg          | SE       | 48 | 24 | 21 | 3  | 128 | 144 | 51  |
| +010, | Flyers de Philadelphie    | AT       | 48 | 23 | 22 | 3  | 133 | 141 | 49  |
| +011, | Devils du New Jersey      | AT       | 48 | 19 | 19 | 10 | 112 | 129 | 48  |
| +012, | Sabres de Buffalo         | NE       | 48 | 21 | 21 | 6  | 125 | 143 | 48  |
| +013, | Hurricanes de la Caroline | SE       | 48 | 19 | 25 | 4  | 128 | 160 | 42  |
| +014, | Lightning de Tampa Bay    | SE       | 48 | 18 | 26 | 4  | 148 | 150 | 40  |
| +015, | Panthers de la Floride    | SE       | 48 | 15 | 27 | 6  | 112 | 171 | 36  |

#### Association de l'Ouest
| Clt   | Équipe                   | Division | PJ | V  | D  | DP | BP  | BC  | Pts |
| ----- | ------------------------ | -------- | -- | -- | -- | -- | --- | --- | --- |
| +001, | Blackhawks de Chicago    | CE       | 48 | 36 | 7  | 5  | 155 | 102 | 77  |
| +002, | Ducks d'Anaheim          | PA       | 48 | 30 | 12 | 6  | 140 | 118 | 66  |
| +003, | Canucks de Vancouver     | NO       | 48 | 26 | 15 | 7  | 127 | 121 | 59  |
| +004, | Blues de Saint-Louis     | CE       | 48 | 29 | 17 | 2  | 129 | 115 | 60  |
| +005, | Kings de Los Angeles     | PA       | 48 | 27 | 16 | 5  | 133 | 118 | 59  |
| +006, | Sharks de San José       | PA       | 48 | 25 | 16 | 7  | 124 | 116 | 57  |
| +007, | Red Wings de Détroit     | CE       | 48 | 24 | 16 | 8  | 124 | 115 | 56  |
| +008, | Wild du Minnesota        | NO       | 48 | 26 | 19 | 3  | 122 | 127 | 55  |
| +009, | Blue Jackets de Columbus | CE       | 48 | 24 | 17 | 7  | 120 | 119 | 55  |
| +010, | Coyotes de Phoenix       | PA       | 48 | 21 | 18 | 9  | 125 | 131 | 51  |
| +011, | Stars de Dallas          | PA       | 48 | 22 | 22 | 4  | 130 | 142 | 48  |
| +012, | Oilers d'Edmonton        | NO       | 48 | 19 | 22 | 7  | 125 | 134 | 45  |
| +013, | Flames de Calgary        | NO       | 48 | 19 | 25 | 4  | 128 | 160 | 42  |
| +014, | Predators de Nashville   | CE       | 48 | 16 | 23 | 9  | 111 | 139 | 41  |
| +015, | Avalanche du Colorado    | NO       | 48 | 16 | 25 | 7  | 116 | 152 | 39  |

- Champion de la saison régulière
- Champion de division
- Qualifié pour les séries éliminatoires

### Meilleurs pointeurs

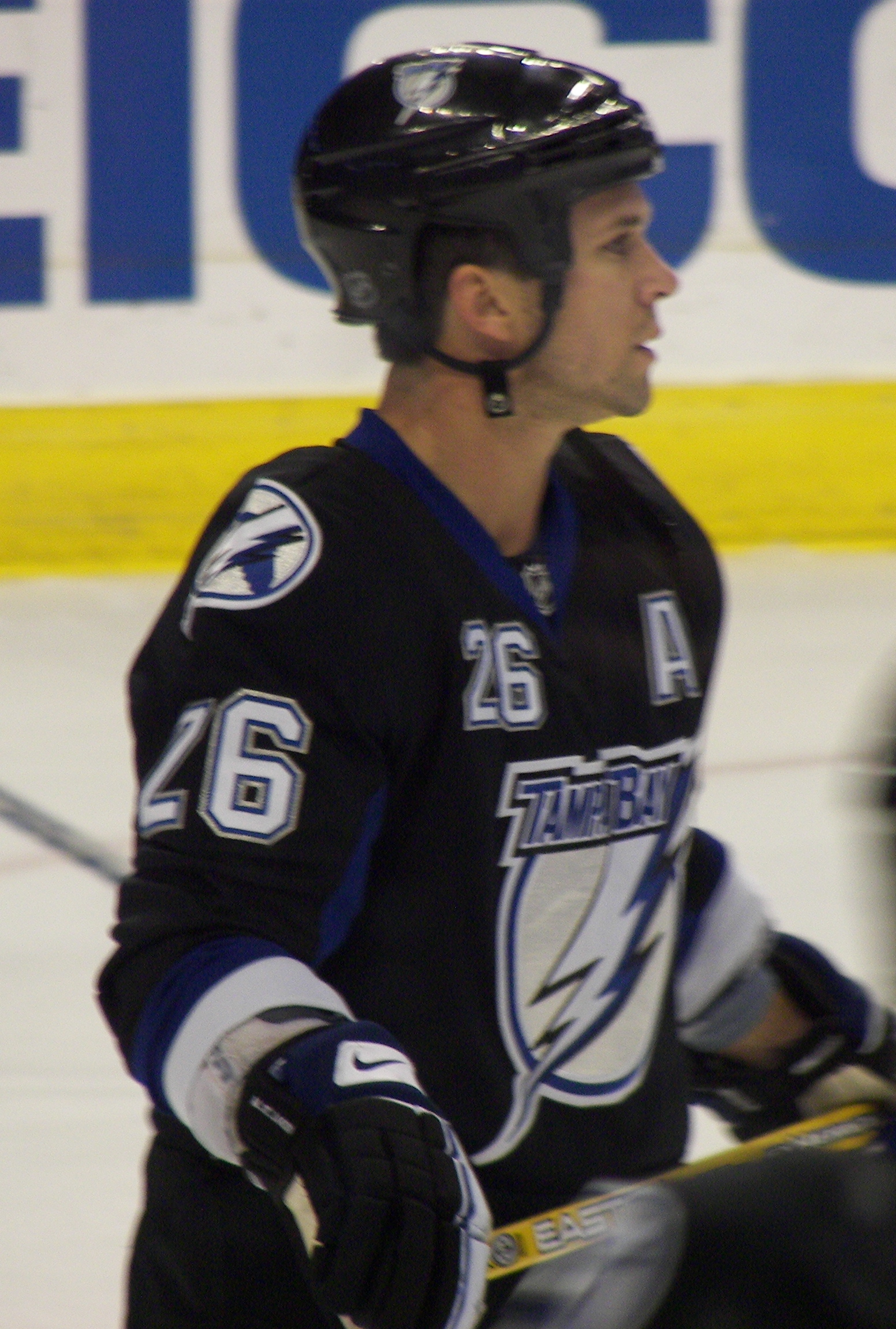
Martin St-Louis meilleur pointeur de la saison.

Malgré l'élimination du Lightning de Tampa Bay de la course aux séries avec une quatorzième place de l'Association, le classement des meilleurs pointeurs est dominé par Martin St-Louis le meilleur pointeur et passeur de la saison avec 60 points dont 43 aides. À l'âge de 37 ans, il est le joueur le plus âgé à remporter le trophée Art-Ross ; il bat alors le record détenu de 36 ans par Bill Cook détenu depuis la saison 1932-1933 de la LNH. À la suite de ce trophée, St-Louis déclare qu'il n'aurait jamais obtenu la première place sans la blessure à la mâchoire de Sidney Crosby (Penguins de Pittsburgh) ; ce dernier finit tout de même troisième du classement à égalité avec Aleksandr Ovetchkine (Capitals de Washington) avec 56 points alors que Steven Stamkos, coéquipier de St-Louis, est le dauphin du classement avec 57 points. Avec 32 buts, Ovetchkine remporte pour la troisième fois de sa carrière le trophée Maurice-Richard du meilleur buteur de la saison ; il est le premier joueur de l'histoire du trophée à remporter la course aux buts trois fois.
| Joueur               | Équipe                    | PJ | B  | A  | Pts | +/- | Pun |
| -------------------- | ------------------------- | -- | -- | -- | --- | --- | --- |
| Martin St-Louis      | Lightning de Tampa Bay    | 48 | 17 | 43 | 60  | 0   | 14  |
| Steven Stamkos       | Lightning de Tampa Bay    | 48 | 29 | 28 | 57  | -4  | 32  |
| Aleksandr Ovetchkine | Capitals de Washington    | 48 | 32 | 24 | 56  | 2   | 36  |
| Sidney Crosby        | Penguins de Pittsburgh    | 36 | 15 | 41 | 56  | 26  | 16  |
| Patrick Kane         | Blackhawks de Chicago     | 47 | 23 | 32 | 55  | 11  | 8   |
| Eric Staal           | Hurricanes de la Caroline | 48 | 18 | 35 | 53  | 5   | 54  |
| Chris Kunitz         | Penguins de Pittsburgh    | 48 | 22 | 30 | 52  | 30  | 39  |
| Phil Kessel          | Maple Leafs de Toronto    | 48 | 20 | 32 | 52  | -3  | 18  |
| Taylor Hall          | Oilers d'Edmonton         | 45 | 16 | 34 | 50  | 5   | 33  |
| Ryan Getzlaf         | Ducks d'Anaheim           | 44 | 15 | 34 | 49  | 14  | 41  |
| Pavel Datsiouk       | Red Wings de Détroit      | 47 | 15 | 34 | 49  | 21  | 14  |

## Séries éliminatoires de la Coupe Stanley

### Tableau des séries
Seize équipes participent aux séries éliminatoires : huit de l'association de l'Est et huit de l'association de l'Ouest.
|  | Quarts de finale d'association | Quarts de finale d'association | Quarts de finale d'association |   |                        | Demi-finales d'association | Demi-finales d'association | Demi-finales d'association |  |   | Finales d'association  | Finales d'association | Finales d'association |  |   | Finale de la Coupe Stanley | Finale de la Coupe Stanley | Finale de la Coupe Stanley |
|  |                                |                                |                                |   |                        |                            |                            |                            |  |   |                        |                       |                       |  |   |                            |                            |                            |
|  | 1                              | Penguins de Pittsburgh         | 4                              |   |                        |                            |                            |                            |  |   |                        |                       |                       |  |   |                            |                            |                            |
|  | 8                              | Islanders de New York          | 2                              |   |                        |                            |                            |                            |  |   |                        |                       |                       |  |   |                            |                            |                            |
|  | 8                              | Islanders de New York          | 2                              |   | 1                      | Penguins de Pittsburgh     | 4                          |                            |  |   |                        |                       |                       |  |   |                            |                            |                            |
|  |                                |                                |                                |   | 1                      | Penguins de Pittsburgh     | 4                          |                            |  |   |                        |                       |                       |  |   |                            |                            |                            |
|  |                                | 7                              | Sénateurs d'Ottawa             | 1 |                        |                            |                            |                            |  |   |                        |                       |                       |  |   |                            |                            |                            |
|  | 2                              | 7                              | Sénateurs d'Ottawa             | 1 | Canadiens de Montréal  | 1                          |                            |                            |  |   |                        |                       |                       |  |   |                            |                            |                            |
|  | 2                              |                                |                                |   | Canadiens de Montréal  | 1                          |                            |                            |  |   |                        |                       |                       |  |   |                            |                            |                            |
|  | 7                              | Sénateurs d'Ottawa             | 4                              |   |                        |                            |                            |                            |  |   |                        |                       |                       |  |   |                            |                            |                            |
|  | 7                              | Sénateurs d'Ottawa             | 4                              |   |                        |                            |                            |                            |  | 1 | Penguins de Pittsburgh | 0                     |                       |  |   |                            |                            |                            |
|  | Association de l'Est           |                                |                                |   |                        |                            |                            |                            |  | 1 | Penguins de Pittsburgh | 0                     |                       |  |   |                            |                            |                            |
|  |                                | 4                              | Bruins de Boston               | 4 |                        |                            |                            |                            |  |   |                        |                       |                       |  |   |                            |                            |                            |
|  | 3                              | 4                              | Bruins de Boston               | 4 | Capitals de Washington | 3                          |                            |                            |  |   |                        |                       |                       |  |   |                            |                            |                            |
|  | 3                              |                                |                                |   | Capitals de Washington | 3                          |                            |                            |  |   |                        |                       |                       |  |   |                            |                            |                            |
|  | 6                              | Rangers de New York            | 4                              |   |                        |                            |                            |                            |  |   |                        |                       |                       |  |   |                            |                            |                            |
|  | 6                              | Rangers de New York            | 4                              |   | 4                      | Bruins de Boston           | 4                          |                            |  |   |                        |                       |                       |  |   |                            |                            |                            |
|  |                                |                                |                                |   | 4                      | Bruins de Boston           | 4                          |                            |  |   |                        |                       |                       |  |   |                            |                            |                            |
|  |                                | 6                              | Rangers de New York            | 1 |                        |                            |                            |                            |  |   |                        |                       |                       |  |   |                            |                            |                            |
|  | 4                              | 6                              | Rangers de New York            | 1 | Bruins de Boston       | 4                          |                            |                            |  |   |                        |                       |                       |  |   |                            |                            |                            |
|  | 4                              |                                |                                |   | Bruins de Boston       | 4                          |                            |                            |  |   |                        |                       |                       |  |   |                            |                            |                            |
|  | 5                              | Maple Leafs de Toronto         | 3                              |   |                        |                            |                            |                            |  |   |                        |                       |                       |  |   |                            |                            |                            |
|  | 5                              | Maple Leafs de Toronto         | 3                              |   |                        |                            |                            |                            |  |   |                        |                       |                       |  | 4 | Bruins de Boston           | 2                          |                            |
|  |                                |                                |                                |   |                        |                            |                            |                            |  |   |                        |                       |                       |  | 4 | Bruins de Boston           | 2                          |                            |
|  |                                | 1                              | Blackhawks de Chicago          | 4 |                        |                            |                            |                            |  |   |                        |                       |                       |  |   |                            |                            |                            |
|  | 1                              | 1                              | Blackhawks de Chicago          | 4 | Blackhawks de Chicago  | 4                          |                            |                            |  |   |                        |                       |                       |  |   |                            |                            |                            |
|  | 1                              |                                |                                |   | Blackhawks de Chicago  | 4                          |                            |                            |  |   |                        |                       |                       |  |   |                            |                            |                            |
|  | 8                              | Wild du Minnesota              | 1                              |   |                        |                            |                            |                            |  |   |                        |                       |                       |  |   |                            |                            |                            |
|  | 8                              | Wild du Minnesota              | 1                              |   | 1                      | Blackhawks de Chicago      | 4                          |                            |  |   |                        |                       |                       |  |   |                            |                            |                            |
|  |                                |                                |                                |   | 1                      | Blackhawks de Chicago      | 4                          |                            |  |   |                        |                       |                       |  |   |                            |                            |                            |
|  |                                | 7                              | Red Wings de Détroit           | 3 |                        |                            |                            |                            |  |   |                        |                       |                       |  |   |                            |                            |                            |
|  | 2                              | 7                              | Red Wings de Détroit           | 3 | Ducks d'Anaheim        | 3                          |                            |                            |  |   |                        |                       |                       |  |   |                            |                            |                            |
|  | 2                              |                                |                                |   | Ducks d'Anaheim        | 3                          |                            |                            |  |   |                        |                       |                       |  |   |                            |                            |                            |
|  | 7                              | Red Wings de Détroit           | 4                              |   |                        |                            |                            |                            |  |   |                        |                       |                       |  |   |                            |                            |                            |
|  | 7                              | Red Wings de Détroit           | 4                              |   |                        |                            |                            |                            |  | 1 | Blackhawks de Chicago  | 4                     |                       |  |   |                            |                            |                            |
|  | Association de l'Ouest         |                                |                                |   |                        |                            |                            |                            |  | 1 | Blackhawks de Chicago  | 4                     |                       |  |   |                            |                            |                            |
|  |                                | 5                              | Kings de Los Angeles           | 1 |                        |                            |                            |                            |  |   |                        |                       |                       |  |   |                            |                            |                            |
|  | 3                              | 5                              | Kings de Los Angeles           | 1 | Canucks de Vancouver   | 0                          |                            |                            |  |   |                        |                       |                       |  |   |                            |                            |                            |
|  | 3                              |                                |                                |   | Canucks de Vancouver   | 0                          |                            |                            |  |   |                        |                       |                       |  |   |                            |                            |                            |
|  | 6                              | Sharks de San José             | 4                              |   |                        |                            |                            |                            |  |   |                        |                       |                       |  |   |                            |                            |                            |
|  | 6                              | Sharks de San José             | 4                              |   | 5                      | Kings de Los Angeles       | 4                          |                            |  |   |                        |                       |                       |  |   |                            |                            |                            |
|  |                                |                                |                                |   | 5                      | Kings de Los Angeles       | 4                          |                            |  |   |                        |                       |                       |  |   |                            |                            |                            |
|  |                                | 6                              | Sharks de San José             | 3 |                        |                            |                            |                            |  |   |                        |                       |                       |  |   |                            |                            |                            |
|  | 4                              | 6                              | Sharks de San José             | 3 | Blues de Saint-Louis   | 2                          |                            |                            |  |   |                        |                       |                       |  |   |                            |                            |                            |
|  | 4                              |                                |                                |   | Blues de Saint-Louis   | 2                          |                            |                            |  |   |                        |                       |                       |  |   |                            |                            |                            |
|  | 5                              | Kings de Los Angeles           | 4                              |   |                        |                            |                            |                            |  |   |                        |                       |                       |  |   |                            |                            |                            |

## Finale de la Coupe Stanley
En finale, les Blackhawks de Chicago battent les Bruins de Boston 4 victoires à 2.
| 12 juin | Chicago | 4-3 (3 pr) (0-1, 1-1, 2-1, 0-0, 0-0, 1-0) | Boston | United Center 22 110 spectateurs |

| Feuille de match | Feuille de match | Feuille de match            | Feuille de match | Feuille de match                                                    |
| ---------------- | --- | --------------------------- | --- | ------------------------------------------------------------------- |
|                  | B. Saad (M. Hossa) — 23 min 8 s D. Bolland (A. Shaw) — 48 min J. Oduya (M. Kruger, M. Frolík) — 52 min 14 s A. Shaw (D. Bolland, M. Rozsíval) — 112 min 8 s | 0-1 0-2 1-2 1-3 2-3 3-3 4-3 | M. Lucic (N. Horton, D. Krejčí) — 13 min 11 s M. Lucic (D. Krejčí) — 20 min 51 s P. Bergeron (T. Seguin, M. Lucic) — 46 min 9 s (SN) | Arbitrage : Chris Rooney et Brad Watson Shane Heyer et Brian Murphy |
| C. Crawford      | Gardiens | T. Rask                     | | Arbitrage : Chris Rooney et Brad Watson Shane Heyer et Brian Murphy |
| 6 min            | Pénalités | 6 min                       | | Arbitrage : Chris Rooney et Brad Watson Shane Heyer et Brian Murphy |
| 63               | Tirs | 54                          | | Arbitrage : Chris Rooney et Brad Watson Shane Heyer et Brian Murphy |

| 15 juin | Chicago | 1-2 (pr) (1-0, 0-1, 0-0, 0-1) | Boston | United Center 22 154 spectateurs |

| Feuille de match | Feuille de match                             | Feuille de match | Feuille de match                                                                   | Feuille de match                                                          |
| ---------------- | -------------------------------------------- | ---------------- | ---------------------------------------------------------------------------------- | ------------------------------------------------------------------------- |
|                  | P. Sharp (P. Kane, M. Handzuš) — 11 min 20 s | 1-0 1-1 1-2      | C. Kelly (D. Paillé) — 34 min 58 s D. Paillé (T. Seguin, A. McQuaid) — 73 min 48 s | Arbitrage : Dan O'Halloran et Wes McCauley Jay Sharrers et Pierre Racicot |
| C. Crawford      | Gardiens                                     | T. Rask          |                                                                                    | Arbitrage : Dan O'Halloran et Wes McCauley Jay Sharrers et Pierre Racicot |
| 4 min            | Pénalités                                    | 6 min            |                                                                                    | Arbitrage : Dan O'Halloran et Wes McCauley Jay Sharrers et Pierre Racicot |
| 34               | Tirs                                         | 28               |                                                                                    | Arbitrage : Dan O'Halloran et Wes McCauley Jay Sharrers et Pierre Racicot |

| 17 juin | Boston | 2-0 (0-0, 2-0, 0-0) | Chicago | TD Garden 17 565 spectateurs |

| Feuille de match | Feuille de match                                                                                | Feuille de match | Feuille de match | Feuille de match                                                    |
| ---------------- | ----------------------------------------------------------------------------------------------- | ---------------- | ---------------- | ------------------------------------------------------------------- |
|                  | D. Paillé (C. Kelly, T. Seguin) — 22 min 13 s P. Bergeron (J. Jágr, Z. Chára) — 34 min 5 s (SN) | 1-0 2-0          | -                | Arbitrage : Chris Rooney et Brad Watson Brian Murphy et Shane Heyer |
| T. Rask          | Gardiens                                                                                        | C. Crawford      |                  | Arbitrage : Chris Rooney et Brad Watson Brian Murphy et Shane Heyer |
| 17 min           | Pénalités                                                                                       | 15 min           |                  | Arbitrage : Chris Rooney et Brad Watson Brian Murphy et Shane Heyer |
| 35               | Tirs                                                                                            | 28               |                  | Arbitrage : Chris Rooney et Brad Watson Brian Murphy et Shane Heyer |

| 19 juin | Boston | 5-6 (pr) (1-1, 2-3, 2-1, 0-1) | Chicago | TD Garden 17 565 spectateurs |

| Feuille de match | Feuille de match | Feuille de match                            | Feuille de match | Feuille de match                                                          |
| ---------------- | --- | ------------------------------------------- | --- | ------------------------------------------------------------------------- |
|                  | R. Peverley (A. Ference) — 14 min 43 s (SN) M. Lucic (Z. Chára) — 34 min 43 s P. Bergeron (Z. Chára, J. Jágr) — 37 min 22 s (SN) P. Bergeron (J. Jágr) — 42 min 5 s J. Boychuk (N. Horton, D. Krejčí) — 52 min 14 s | 0-1 1-1 1-2 1-3 2-3 2-4 3-4 4-4 4-5 5-5 5-6 | M. Handzuš (B. Saad) — 6 min 48 s (IN) J. Toews (M. Rozsíval) — 26 min 33 s P. Kane (B. Bickell, M. Rozsíval) — 28 min 41 s M. Kruger (M. Frolík, D. Bolland) — 35 min 32 s P. Sharp (M. Hossa, D. Keith) — 51 min 19 s (IN) B. Seabrook (B. Bickell, P. Kane) — 69 min 51 s | Arbitrage : Dan O'Halloran et Wes McCauley Pierre Racicot et Jay Sharrers |
| T. Rask          | Gardiens | C. Crawford                                 | | Arbitrage : Dan O'Halloran et Wes McCauley Pierre Racicot et Jay Sharrers |
| 10 min           | Pénalités | 12 min                                      | | Arbitrage : Dan O'Halloran et Wes McCauley Pierre Racicot et Jay Sharrers |
| 33               | Tirs | 47                                          | | Arbitrage : Dan O'Halloran et Wes McCauley Pierre Racicot et Jay Sharrers |

| 22 juin | Chicago | 3-1 (1-0, 1-0, 1-1) | Boston | United Center 22 274 spectateurs |

| Feuille de match | Feuille de match | Feuille de match | Feuille de match                             | Feuille de match                                                    |
| ---------------- | --- | ---------------- | -------------------------------------------- | ------------------------------------------------------------------- |
|                  | P. Kane (J. Oduya, J. Toews) — 17 min 28 s P. Kane (B. Bickell, J. Toews) — 25 min 13 s D. Bolland (M. Frolík) — 59 min 46 s (CV) | 1-0 2-0 2-1 3-1  | Z. Chára (D. Krejčí, M. Lucic) — 43 min 40 s | Arbitrage : Brad Watson et Chris Rooney Shane Heyer et Brian Murphy |
| C. Crawford      | Gardiens | T. Rask          |                                              | Arbitrage : Brad Watson et Chris Rooney Shane Heyer et Brian Murphy |
| 4 min            | Pénalités | 8 min            |                                              | Arbitrage : Brad Watson et Chris Rooney Shane Heyer et Brian Murphy |
| 32               | Tirs | 25               |                                              | Arbitrage : Brad Watson et Chris Rooney Shane Heyer et Brian Murphy |

| 24 juin | Boston | 2-3 (1-0, 0-1, 1-2) | Chicago | TD Garden 17 565 spectateurs |

| Feuille de match | Feuille de match                                                                | Feuille de match    | Feuille de match                                                                                                   | Feuille de match                                                          |
| ---------------- | ------------------------------------------------------------------------------- | ------------------- | --- | ------------------------------------------------------------------------- |
|                  | C. Kelly (T. Seguin, D. Paillé) — 7 min 19 s M. Lucic (D. Krejčí) — 52 min 11 s | 1-0 1-1 2-1 2-2 2-3 | J. Toews — 24 min 24 s B. Bickell (J. Toews, D. Keith) — 58 min 44 s D. Bolland (M. Frolík, J. Oduya) — 59 min 1 s | Arbitrage : Wes McCauley et Dan O'Halloran Jay Sharrers et Pierre Racicot |
| T. Rask          | Gardiens                                                                        | C. Crawford         | | Arbitrage : Wes McCauley et Dan O'Halloran Jay Sharrers et Pierre Racicot |
| 4 min            | Pénalités                                                                       | 8 min               | | Arbitrage : Wes McCauley et Dan O'Halloran Jay Sharrers et Pierre Racicot |
| 25               | Tirs                                                                            | 31                  | | Arbitrage : Wes McCauley et Dan O'Halloran Jay Sharrers et Pierre Racicot |

## Récompenses

### Trophées
| Trophée                                                                                     | Vainqueur                                                  | Sélectionnés |
| ------------------------------------------------------------------------------------------- | ---------------------------------------------------------- | --- |
| Trophée Calder Meilleur joueur recrue                                                       | Jonathan Huberdeau (Panthers de la Floride)                | - Brendan Gallagher (Canadiens de Montréal), - Jonathan Huberdeau (Panthers de la Floride) - Brandon Saad (Blackhawks de Chicago)   |
| Trophée Ted-Lindsay Meilleur joueur selon les joueurs                                       | Sidney Crosby (Penguins de Pittsburgh)                     | - Sidney Crosby (Penguins de Pittsburgh) - Martin St-Louis (Lightning de Tampa Bay) - Aleksandr Ovetchkine (Capitals de Washington) |
| Trophée Art-Ross Meilleur pointeur de la saison                                             | Martin St-Louis (Lightning de Tampa Bay) avec 60 points    | - |
| Trophée Hart Meilleur joueur selon les journalistes                                         | Aleksandr Ovetchkine (Capitals de Washington)              | - Sidney Crosby (Penguins de Pittsburgh) - John Tavares (Islanders de New York) - Aleksandr Ovetchkine (Capitals de Washington)     |
| Trophée Conn-Smythe Meilleur joueur des séries                                              | Patrick Kane (Blackhawks de Chicago)                       | - |
| Trophée Bill-Masterton Joueur avec le plus de qualités de persévérance et d'esprit d'équipe | Josh Harding (Wild du Minnesota)                           | - Sidney Crosby (Penguins de Pittsburgh) - Josh Harding (Wild du Minnesota) - Adam McQuaid (Bruins de Boston)                       |
| Trophée Frank-J.-Selke Meilleur attaquant défensif                                          | Jonathan Toews (Blackhawks de Chicago)                     | - Patrice Bergeron (Bruins de Boston) - Pavel Datsiouk (Red Wings de Détroit) - Jonathan Toews (Blackhawks de Chicago)              |
| Trophée Jack-Adams Meilleur entraîneur                                                      | Paul MacLean (Sénateurs d’Ottawa)                          | - Bruce Boudreau (Ducks d’Anaheim) - Paul MacLean (Sénateurs d’Ottawa) - Joel Quenneville (Blackhawks de Chicago)                   |
| Trophée James-Norris Meilleur défenseur                                                     | Pernell Karl Subban (Canadiens de Montréal)                | - Kristopher Letang (Penguins de Pittsburgh), - Pernell Karl Subban (Canadiens de Montréal), - Ryan Suter (Wild du Minnesota)       |
| Trophée King-Clancy Contribution à la communauté                                            | Patrice Bergeron (Bruins de Boston)                        | - |
| Trophée Lady Byng Joueur avec le meilleur esprit sportif                                    | Martin St-Louis (Lightning de Tampa Bay)                   | - Patrick Kane (Blackhawks de Chicago) - Matt Moulson (Islanders de New York) - Martin St-Louis (Lightning de Tampa Bay)            |
| Trophée Lester-Patrick Services rendus au monde du hockey                                   | Kevin Allen                                                | - |
| Trophée Mark-Messier Joueur au plus grand leadership                                        | Daniel Alfredsson (Sénateurs d'Ottawa)                     | - Dustin Brown (Kings de Los Angeles) - Jonathan Toews (Blackhawks de Chicago) - Daniel Alfredsson (Sénateurs d'Ottawa)             |
| Trophée Maurice-Richardr/>Meilleur buteur de la saison                                      | Aleksandr Ovetchkine (Capitals de Washington) avec 32 buts | - |
| Trophée Vézina Meilleur gardien de but                                                      | Sergueï Bobrovski (Blue Jackets de Columbus)               | - Sergueï Bobrovski (Blue Jackets de Columbus) - Henrik Lundqvist (Rangers de New York) - Antti Niemi (Sharks de San José)          |
| Trophée William-M.-Jennings Gardiens de l'équipe ayant accordé le moins de buts             | Corey Crawford et Ray Emery (Blachawks de Chicago)         | - |
| Trophée plus-moins de la LNH Joueur avec le différentiel +/- le plus important              | Pascal Dupuis (Penguins de Pittsburgh) avec +31            | - |
| Trophée du directeur général de l'année de la LNH Meilleur directeur général                | Ray Shero (Penguins de Pittsburgh)                         | - Marc Bergevin (Canadien de Montréal) - Bob Murray (Anaheim) - Ray Shero (Penguins de Pittsburgh)                                  |

| Trophée                                                                                         | Équipe                               |
| ----------------------------------------------------------------------------------------------- | ------------------------------------ |
| Trophée des présidents Équipe de la saison régulière avec le plus de points                     | Blackhawks de Chicago avec 77 points |
| Trophée Prince de Galles Vainqueur de la finale de l'association de l'Est lors des séries       | Bruins de Boston                     |
| Trophée Clarence-S.-Campbell Vainqueur de la finale de l'association de l'Ouest lors des séries | Blackhawks de Chicago                |
| Coupe Stanley Vainqueur des séries                                                              | Blackhawks de Chicago                |

### Équipes d'étoiles
| Position       | Joueur               | Équipe                   |
| -------------- | -------------------- | ------------------------ |
| Gardien de but | Sergueï Bobrovski    | Blue Jackets de Columbus |
| Défenseur      | Pernell Karl Subban  | Canadiens de Montréal    |
| Défenseur      | Ryan Suter           | Wild du Minnesota        |
| Ailier gauche  | Chris Kunitz         | Penguins de Pittsburgh   |
| Centre         | Sidney Crosby        | Penguins de Pittsburgh   |
| Ailier droit   | Aleksandr Ovetchkine | Capitals de Washington   |

| Position       | Joueur               | Équipe                 |
| -------------- | -------------------- | ---------------------- |
| Gardien de but | Henrik Lundqvist     | Rangers de New York    |
| Défenseur      | François Beauchemin  | Ducks d'Anaheim        |
| Défenseur      | Kris Letang          | Penguins de Pittsburgh |
| Ailier gauche  | Aleksandr Ovetchkine | Capitals de Washington |
| Centre         | Jonathan Toews       | Blackhawks de Chicago  |
| Ailier droit   | Martin Saint-Louis   | Lightning de Tampa Bay |

| Position       | Joueur             | Équipe                 |
| -------------- | ------------------ | ---------------------- |
| Gardien de but | Jake Allen         | Blues de Saint-Louis   |
| Défenseur      | Jonas Brodin       | Wild du Minnesota      |
| Défenseur      | Justin Schultz     | Oilers d'Edmonton      |
| Attaquant      | Brendan Gallagher  | Canadiens de Montréal  |
| Attaquant      | Jonathan Huberdeau | Panthers de la Floride |
| Attaquant      | Brandon Saad       | Blackhawks de Chicago  |